# Fiľakovské Kováče
Fiľakovské Kováče (in ungherese Fülekkovácsi) è un comune della Slovacchia facente parte del distretto di Lučenec, nella regione di Banská Bystrica.